# Pivalato de metilo
El pivalato de metilo es un compuesto orgánico de fórmula CH 3 O 2 CC(CH 3 ) 3 . Es un líquido incoloro, el éster metílico del ácido piválico . El éster es bien conocido por ser resistente a la hidrólisis del ácido original. La hidrólisis se puede efectuar con una solución de yoduro de trimetilsililo en acetonitrilo caliente seguido de un tratamiento acuoso.

## Síntesis
En el laboratorio, el pivalato de metilo se prepara mediante la esterificación de ácido piválico y metanol, con la presencia de un catalizador ácido (típicamente ácido sulfúrico ):
{\displaystyle {\ce {(CH3)3CCOOH + CH3OH -> (CH3)3CCOOCH3 + H2O}}}